# SMS V 6
V 6 – niemiecki niszczyciel z okresu I wojny światowej. Szósta jednostka typu V 1. Brał udział w bitwie koło Helgolandu. W okresie międzywojennym pozostawał w składzie Reichsmarine. Z listy floty skreślono go 27 marca 1929 roku i następnie zezłomowano.